# Louis de Boccard
Louis Victor de Boccard (* 8. Mai 1866 in Freiburg i. Üe.; † 30. April 1956 in Aregua, Paraguay) war ein nach Südamerika ausgewanderter Schweizer Entdecker, Präparator, Fotograf und Farmer.

## Leben
Louis de Boccard entstammte einer alten Freiburger Patrizierfamilie. Er wurde 1866 als Ältestes von vier Kindern des Alphonse de Boccard (1837–1916) und der Henriette (née de Buman, 1843–1928) geboren. Seine Schwester war die Schweizer Malerin und Illustratorin Antoinette de Weck-de Boccard (1868–1956), mit der er sein ganzes Leben im engen Kontakt stand.
Louis de Boccard verbrachte seine Schulzeit in Pensionaten in Frankreich und Österreich-Ungarn. Nach seinem Militärdienst arbeitet er auf der Domäne Le Marais in Sugiez (später Bellechasse). Er dachte in seiner Jugend zunächst ans Auswandern nach Australien, bis sich ihm die Gelegenheit bot, mit einer Gruppe von Freiburgern nach Argentinien zu reisen. Am 17. April 1889 verliess er Freiburg und schloss sich in Genf einer Gruppe von dreissig Siedlern an. Mit dreissig Kühen und drei Stieren gingen sie in Marseille an Bord eines Schiffes und kamen am 20. Mai in Buenos Aires an.
Louis de Boccard arbeitete zunächst bei einer Käserei in der Provinz Buenos Aires, erhielt aber ein Jahr später eine Anstellung bei dem berühmten La-Plata-Museum als anatomischer Kurator und Präparator. Er beteiligte sich auch häufig an Expeditionen, die wissenschaftlicher, touristischer und politischer Art waren und ihn durch weite Teile Lateinamerikas führten. Darüber fertigte er Berichte an und sammelte die von ihm gemachten Fotos in Alben. Durch seine häufigen Briefe an seine Familie blieb er in Kontakt mit seiner Freiburger Heimat.
1892 heiratete Louis de Boccard in Buenos-Aires Inès Bindels (1875–1902), mit der er zwei Kinder hatte, Alfonso (1893–1966) und Mirelia (1895–1919). Nach dem vorzeitigen Tod seiner Ehefrau brachte er seine Kinder zur weiteren Erziehung in die Schweiz. In den 1920er Jahren liess sich Louis de Boccard in Paraguay nieder und betrieb nahe der Stadt Aregua eine Farm. Dort setzte er seine naturkundliche Sammeltätigkeit fort, die er zeitlebens betrieben hatte. 1956 starb er eine Woche vor seinem 90. Geburtstag auf seinem Anwesen in Paraguay.